# Umingan
Umingan is een gemeente in de Filipijnse provincie Pangasinan op het eiland Luzon. Bij de laatste census in 2007 had de gemeente ruim 62 duizend inwoners.

## Geografie

### Bestuurlijke indeling
Umingan is onderverdeeld in de volgende 58 barangays:
| - Abot Molina - Alo-o - Amaronan - Annam - Bantug - Baracbac - Barat - Buenavista - Cabalitian - Cabangaran - Cabaruan - Cabatuan - Cadiz - Calitlitan - Capas - Carayungan Sur - Carosalesan - Casilan - Caurdanetaan - Concepcion | - Decreto - Del Rosario - Diaz - Diket - Don Justo Abalos - Don Montano - Esperanza - Evangelista - Flores - Fulgosino - Gonzales - La Paz - Labuan - Lauren - Lubong - Luna Este - Luna Weste - Mantacdang - Maseil-seil | - Nampalcan - Nancalabasaan - Pangangaan - Papallasen - Pemienta - Poblacion East - Poblacion West - Prado - Resurreccion - Ricos - San Andres - San Juan - San Leon - San Pablo - San Vicente - Santa Maria - Santa Rosa - Sinabaan - Tanggal Sawang |

## Demografie
Umingan had bij de census van 2007 een inwoneraantal van 62.497 mensen. Dit zijn 3.894 mensen (6,6%) meer dan bij de vorige census van 2000. De gemiddelde jaarlijkse groei komt daarmee uit op 0,89%, hetgeen lager is dan het landelijk jaarlijks gemiddelde over deze periode (2,04%).